# Карл Амері
Карл Амері (нім. Carl Amery) — псевдонім Крістіана Антона Маєра (нім. Christian Anton Mayer) — 9 квітня 1922, Мюнхен — 24 травня 2005, Мюнхен) — німецький письменник і активіст природоохоронного руху.

## Біографія

### Посади та кар'єра
Карл Амері був членом Групи 47, у 1976—1977 роках  — головою Спілки німецьких письменників (VS), і з 1989 по 1991 рік — президентом німецького ПЕН-клубу. У 1967–1974 роках Амері був членом СДПН, а ще раніше — ОПН (Gesamtdeutsche Volkspartei). Пізніше Амері став одним із засновників партії Зелених на федеральному Конгресі Зелених у Карлсруе (13 січня 1980 р.) а також патроном Водного Альянсу Мюнхена. З 1980 по 1995 рік, як ініціатор і співзасновник, Амері був президентом товариства Ернста- Фрідріха Шумахера(E.-F.-Schumacher-Gesellschaft).

### Перші кроки
Дитинство Карл Амері провів переважно у Пассау і у Фрайзінгу як учень Гуманістичної гімназії Пассау та Дом-гімназії Фрайзінга — обидва міста залишити свій слід у його творчості (наприклад, Пассау в романі Конкурс (Der Wettbewerb) і в Загибелі міста Пассау (Der Untergang der Stadt Passau); Фрайзінг — у романі Таємниця Крипти (Das Geheimnis der Krypta)).

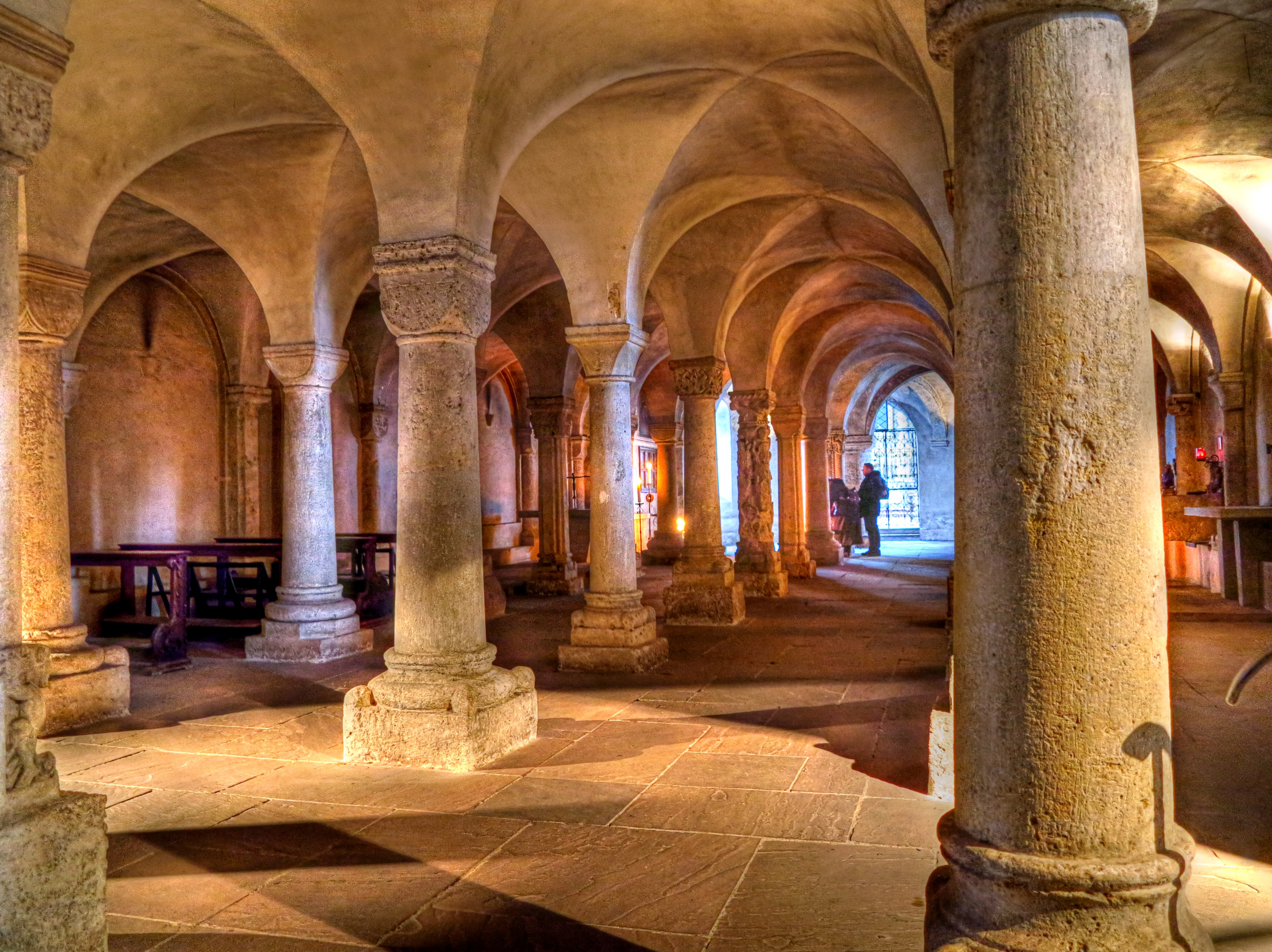
Крипта собору у Фрайзінгу, 2012 рік

Потім Амері був стипендіатом Maximilianeums і вивчав нейрологію в університеті Людвіга-Максиміліана в Мюнхені, пізніше вивчав той самий фах, а також літературну теорію і критику у Католицькому університеті Америки (Catholic University of America) у Вашингтоні.
Під час Другої світової війни, у 21-річному віці, він потрапив в американський полон, і лише у 1946 році повернувся до Мюнхена, де поновив перерване навчання (з мови і літератури). Тоді він почав писати. Спочатку він видавався під злегка американізованим ім'ям Кріс Майєр, і лише потім обрав собі за псевдонім Карл Амері, причому Амері є анаграмою від Майєр.

### Початок творчості
У 1954 році вийшов його перший роман Конкурс (Der Wettbewerb). Між тим, як член Групи 47, у 1958 році за роман Величезний німецький тур (Die große Deutsche Tour) він отримав собі репутацію сатирика. Ця репутація залишалася за ним на довгі роки.
Інший бік своєї діяльності він показав в опублікованій в 1963 році праці, яка критикувала церкву Капітуляція або Німецьке католицтво сьогодні (Die Kapitulation oder Deutscher Katholizismus heute), а потім — в праці Кінець промислу (Das Ende der Vorsehung). В цих працях він критикував «нещадні наслідки християнства», звинуватив християнство у співучасті в глобальній катастрофі навколишнього середовища. Це зумовило те, що Амері отримав звання мислителя політичної Екології, яке він підтримував своїми подальшими працями, зокрема, такими, як Екологічний шанс і підкреслював своєю особистою участю — спочатку в утворенні партії Зелених, потім у 1980 році шляхом створення незалежного E. F. Schumacher-товариства, головою якого він залишався до 1995 року.
З 1967 по 1971 рік Амері був директором міської бібліотеки Мюнхена.

### Наукова фантастика
У 1974 році він, нарешті, звернувся до третього жанру — наукової фантастики, що було в ті часи для автора «високої літератури» трохи дивний крок. На це його рішення вплинула творчість Гілберта Кіта Честертона, чиї науково-фантастичні романи Амері пізніше видав німецькою мовою в переробленому вигляді. Особливо три романи Амері належать до цього жанру, а саме:
- Проект «Король» (Das Königsprojekt) (1974): у Ватикані, за розробками Леонардо да Вінчі, побудували машину часу, щоб змінити історію. Мета Congregatio secreta ad purificandos fontes (CSAPF) полягає в тому, щоб переміститись у часі, та шляхом маніпуляції завоювати корону Англії для династії Віттельсбахів. Але обидва монсеньйори: Сбіффіо-Труллі і Доенсмакер вимушені усвідомити, що їхні розрахунки на історичні перебудови виявилися невдалими.
- «Падіння міста Пассау» (Der Untergang der Stadt Passau) (1975): У передмові Амері називає цей роман «Вправа для пальців», до якої його надихнув роман Кантати за Лейбовіцем американського письменника Волтера Міллера. Відповідно, роман з'являється в НФ-серії видавництва Heyne-Verlag і приносить Амері найбільший успіх. Про зміст: Після чуми, що приходить з глобальною катастрофою окреслилися дві групи — одна група намагається відновити цивілізацію (у тому числі електрифікацію, бюрократію і красиве життя), інша сходить до коріння натурального господарства і культури приблизно на рівні бронзової доби. Роман розповідає історію порушуваного культурного конфлікту.
- На вогонь Леймарка (An den Feuern der Leyermark) (1979): тут також йдеться про історичну необхідність, випадковість чи долю — словом: «Що було б, якщо …?» У цьому випадку: Що було б, якщо б 1866 року один баварський чиновник рекретував озброєні рушницями американські партизанські сили (громадянська війна в США саме закінчилася) для майбутньої війни проти Пруссії. Після поразки Пруссії анархічно — демократичні партизанські сили об'єднуються навколо європейського менталітету. З протистояння цих двох сил побудована єдина європейська спілка — Центральна Європейська конфедерація (як альтернатива ЄС), і Франція та Німеччина нібито позбуваються своїх упереджень одна до одної.

Два інші романи Амері з елементами фентезі пронизані духом баварської особливості: У Die Wallfahrer (1986) герої діють у старому благородному місті Тутенхаузен. А Секрет Крипти (нім. Geheimnis der Krypta) відбувається будова Кафедрального собору Фрайзінга (і там є, так званий, Стовп чудовиська) і становить центр дії протягом трьох поколінь.
З 1985 року зібрання творів Амері з'явилися в окремих виданнях в мюнхенському видавництві Paul List Verlag. У 2001 році Амері заявив в інтерв'ю, що у зв'язку з проблемами здоров'я більше не буде писати ніяких романів.
В останні роки життя стан здоров'я Карл Амері погіршився через емфізему легенів, яка прогресувала до його смерті. 30 травня 2005 року він був похований у вузькому сімейному колі на східному кладовищі Мюнхена. Права на публікації належать його вдові Маріанні Майєр.

## Премії і нагороди
- 1973: Медаль-Людвіга-Тома міста Мюнхен (Ludwig-Thoma-Medaille der Stadt München)
- 1975: Премія Ернста-Хофенріхтера (Ernst-Hoferichter-Preis)
- 1979: Премія Тукана (Tukan-Preis)
- 1979: Німецька премія за охорону пам'ятників, Срібна півсфера (Deutscher Preis für Denkmalschutz, Silberne Halbkugel)
- 1984: Баварська Премія Миру (Bayerischer Friedenspreis)
- 1985: Премія імені Курда Лассвіца за оповідання Nur einen Sommer gönnt ihr Gewaltigen
- 1987: Премія імені Курда Лассвіца за Роман Die Wallfahrer
- 1987: Федеральний Хрест «За Заслуги» (I Клас) (Bundesverdienstkreuz (I. Klasse)
- 1988: премії Союзу охорони природи охорони природи в Баварії (Naturschutzpreis des Bundes Naturschutz in Bayern)
- 1988: Премія імені Курда Лассвіца радіоспектакль Das Penthouse-Protokoll
- 1989: Премія Фрідріха Маркера (Friedrich-Märker-Preis)
- 1991: Фантастична премія міста Вецлар (Phantastik-Preis der Stadt Wetzlar)
- 1991: Премія імені Курда Лассвіца за роман Таємниця склепу
- 1991: Літературна премія міста Мюнхена (Literaturpreis der Landeshauptstadt München)
- 1996: Німецька премія в галузі фантастики (Deutscher Phantastik Preis)[8]
- 1997: Премія Вільгельма Хоегнера (Wilhelm-Hoegner-Preis)[9]

У 2007 році Союз німецьких письменників в Баварії ввів на його честь літературну премію Карла Амері (Carl-Amery-Literaturpreis).

## Романи та оповідання
- Der Wettbewerb. Roman. Nymphenburger Verlagshandlung, München 1954
- Die Große Deutsche Tour. Heiterer Roman. Nymphenburger Verlagshandlung, München 1958; mit einem Nachwort 1986: List, München 1986, ISBN 3-7991-6305-0; Heyne, München 1989, ISBN 3-453-03641-7
- Das Königsprojekt. Roman. Piper, München/Zürich 1974, ISBN 3-492-02074-7; dtv, München 1978, ISBN 3-423-01370-2
- Galopp mit der Raum-Zeit-Maschine, Rezension von Heinrich Böll. In: Die Zeit, 4. Oktober 1974
- Der Untergang der Stadt Passau. Science Fiction-Roman. Heyne, München 1975, ISBN 3-453-30332-6
- Rezension von Ulrich Gutmair in fluter, 19. Juli 2006
- An den Feuern der Leyermark. Roman. Nymphenburger, München 1979, ISBN 3-485-00369-7; Heyne, München 1981, ISBN 3-453-30738-0
- Im Namen Allahs des Allbarmherzigen. In: Peter Wilfert (Hrsg.): Tor zu den Sternen. Goldmann, München 1981, ISBN 3-442-23400-X
- Nur einen Sommer gönnt Ihr Gewaltigen. In: Science-fiction-Jubiläums-Band. Das Lesebuch. Heyne, München 1985, ISBN 3-453-31112-4 (erhielt den Kurd-Laßwitz-Preis)
- Die starke Position oder Ganz normale MAMUS. Acht Satiren. List, München 1985, ISBN 3-7991-6247-X; Heyne, München 1990, ISBN 3-453-04196-8
- Die Wallfahrer. Roman. List, München 1986, ISBN 3-7991-6241-0; Heyne, München 1989, ISBN 3-453-03276-4
- Das Geheimnis der Krypta. Roman. List, München 1990, ISBN 3-471-77019-4; Heyne, München 1992, ISBN 3-453-05650-7

## Радіопостанови
- Ich stehe zur Verfügung. 1966
- Rezension von Jürgen Kolbe. In: Die Zeit, 6. Mai 1966
- Finale Rettung Michigan. 1982
- Schirmspringer. Bayerischer Rundfunk, 1984.
- Das Penthouse-Protokoll. WDR/BR/HR, 1987.

## Есе та дискуссії
- Die Kapitulation oder Deutscher Katholizismus heute. Rowohlt, Reinbek 1963
- (Hrsg.): Die Provinz. Kritik einer Lebensform. Nymphenburger Verlagshandlung, München 1964
- Fragen an Welt und Kirche. 12 Essays. Rowohlt, Reinbek 1967
- Das Ende der Vorsehung. Die gnadenlosen Folgen des Christentums. Rowohlt, Reinbek 1972, ISBN 3-498-00008-X
- mit Jochen Kölsch (Hrsg.): Bayern, ein Rechts-Staat? Das politische Porträt eines deutschen Bundeslandes. Rowohlt, Reinbek 1974, ISBN 3-499-11820-3
- Natur als Politik. Die ökologische Chance des Menschen. Rowohlt, Reinbek 1976, ISBN 3-498-00010-1
- mit Peter Cornelius Mayer-Tasch & Klaus Michael Meyer-Abich: Energiepolitik ohne Basis. Vom bürgerlichen Ungehorsam zur energiepolitischen Wende. Fischer-Taschenbuch-Verlag, Frankfurt 1978, ISBN 3-596-24007-7
- Leb wohl, geliebtes Volk der Bayern. Bertelsmann, München 1980, ISBN 3-570-02107-6; Goldmann, München 1982, ISBN 3-442-26536-3; aktualisierte Sonderausgabe: List, München/Leipzig 1996, ISBN 3-471-77026-7
- Voll tiefen Mitleids. Bayerische Reflexionen zur Kieler Affäre. In: Heinz Ludwig Arnold (Hrsg.): Vom Verlust der Scham und dem allmählichen Verschwinden der Demokratie. Steidl, Göttingen 1988, ISBN 3-88243-091-5, S. 211—216
- Die ökologische Chance. List, München 1985, ISBN 3-7991-6271-2 (Das Ende der Vorsehung und Natur als Politik in einem Band mit einem Nachwort 1985); durch ein Nachwort 1990 erweiterte Taschenbuchausgabe: Heyne, München 1990, ISBN 3-453-04444-4
- Das ökologische Problem als Kulturauftrag. BIS, Oldenburg 1988, ISBN 3-8142-1013-1
- Bileams Esel. Konservative Aufsätze. List, München 1991, ISBN 3-471-77021-6
- Die Botschaft des Jahrtausends. Von Leben, Tod und Würde. List, München 1994, ISBN 3-471-77022-4
- Wenn aber das Salz schal geworden ist… Künden die Kirchen auf der Höhe der Zeit? In: Sind die Kirchen am Ende? Pustet, Regensburg 1995, ISBN 3-7917-1455-4, S. 9-20
- Hitler als Vorläufer. Auschwitz — der Beginn des 21. Jahrhunderts? Luchterhand, München 1998, ISBN 3-630-87998-5
- Rezensionen: Ludger Lütkehaus in Die Zeit, 30. Dezember 1998; B. Kirsch in FAZ, 27. November 1998.
- Du voll Unendlichkeit. In: Elisabeth Schweeger & Eberhard Witt (Hrsg.): Ach Deutschland! belleville, München 2000, ISBN 3-933510-67-8, S. 39-45
- mit Hermann Scheer: Klimawechsel. Von der fossilen zur solaren Kultur. Ein Gespräch mit Christiane Grefe. Kunstmann, München 2001, ISBN 3-88897-266-3
- Global Exit. Die Kirchen und der Totale Markt. Luchterhand, München 2002, ISBN 3-630-88004-5, btb, München 2004, ISBN 3-442-73133-X
- Rezensionen: Otto Friedrich in Die Furche, Juli 2002; Christine Diller in Münchner Merkur, 2. März 2002; Elisabeth von Thadden in Die Zeit Nr. 15, 2002.
- (Hrsg.): Briefe an den Reichtum. Luchterhand, München 2005, ISBN 3-630-87186-0
- In Horst Köhlers Zukunftswerkstatt, Rezension von Mark Siemons in der FAZ, 25. Juli 2005
- Arbeit an der Zukunft. Essays. Hrsg. von Joseph Kiermeier-Debre. Luchterhand, München 2007, ISBN 978-3-630-62123-4

## Інше
- mit Kurt Kusenberg & Eugen Oker: Zucker und Zimt. ff. Gereimtheiten. Langewiesche-Brandt, Ebenhausen 1972, ISBN 3-7846-0066-2
- Marsch, zurück auf die Bäume oder wie wir es besser machen können. Schaffstein, Dortmund 1979, ISBN 3-588-00021-6 (Jugend-Sachbuch)
- G. K. Chesterton oder der Kampf gegen die Kälte. Kerle, Freiburg/Heidelberg 1981, ISBN 3-600-30082-2
- mit Marina Bohlmann: München. dtv, München 1982, ISBN 3-423-03708-3 (Reiseführer)
- mit Günter Altner, Robert Jungk und Jürgen Schneider: Lebenselemente. Feuer — Wasser — Luft — Erde. Herder, Freiburg/Basel/Wien 1985, ISBN 3-451-20178-X
- mit Georg Kürzinger (Fotografien): Bayern. Bucher, München 1993, ISBN 3-7658-0811-3 (Text zu Bildband)
- Fleuves & turbulences (Strömungen & Wirbel). Zwischenernte eines reichgeschüttelten Reimlebens. Verlag Kuckuck & Straps (des Verlegers und Malers Fritz Gebhardt alias Eugen Oker), München 2000, ISBN 3-935276-00-1

### Українські переклади
- Карл Амері. Падіння міста Пассау. Фантастична повість. Переклад Анатолія Онишка//Всесвіт, 1996. № 12.[10]